# سيدي علي بن حمدوش
سيدي علي بن حمدوش هي قرية مغربية غرب المملكة. تنتمي سيدي علي بنحمدوش لإقليم الجديدة الساحلي جنوبي الدار البيضاء. تضم هذه القرية 35182 نسمة (إحصاء 2014).